# Thysanopoda
Thysanopoda is een geslacht van kreeftachtigen uit de familie van de Euphausiidae. De wetenschappelijke naam van dit geslacht werd in 1830 voor het eerst geldig gepubliceerd door Henri Milne-Edwards.
Deze krillsoorten komen in alle oceanen voor. Net als Euphausia hebben ze lichtgevende organen. De typesoort is Thysanopoda tricuspidata Milne Edwards.

## Soorten
- Thysanopoda acutifrons Holt & Tattersall, 1905
- Thysanopoda aequalis Hansen, 1905
- Thysanopoda astylata Brinton, 1975
- Thysanopoda cornuta Illig, 1905
- Thysanopoda cristata G.O. Sars, 1883
- Thysanopoda egregia Hansen, 1905
- Thysanopoda microphthalma G.O. Sars, 1885
- Thysanopoda minyops Brinton, 1987
- Thysanopoda monacantha Ortmann, 1893
- Thysanopoda obtusifrons G.O. Sars, 1883
- Thysanopoda orientalis Hansen, 1910
- Thysanopoda pectinata Ortmann, 1893
- Thysanopoda spinicaudata Brinton, 1953
- Thysanopoda tricuspidata Milne Edwards, 1837